# FAW J6

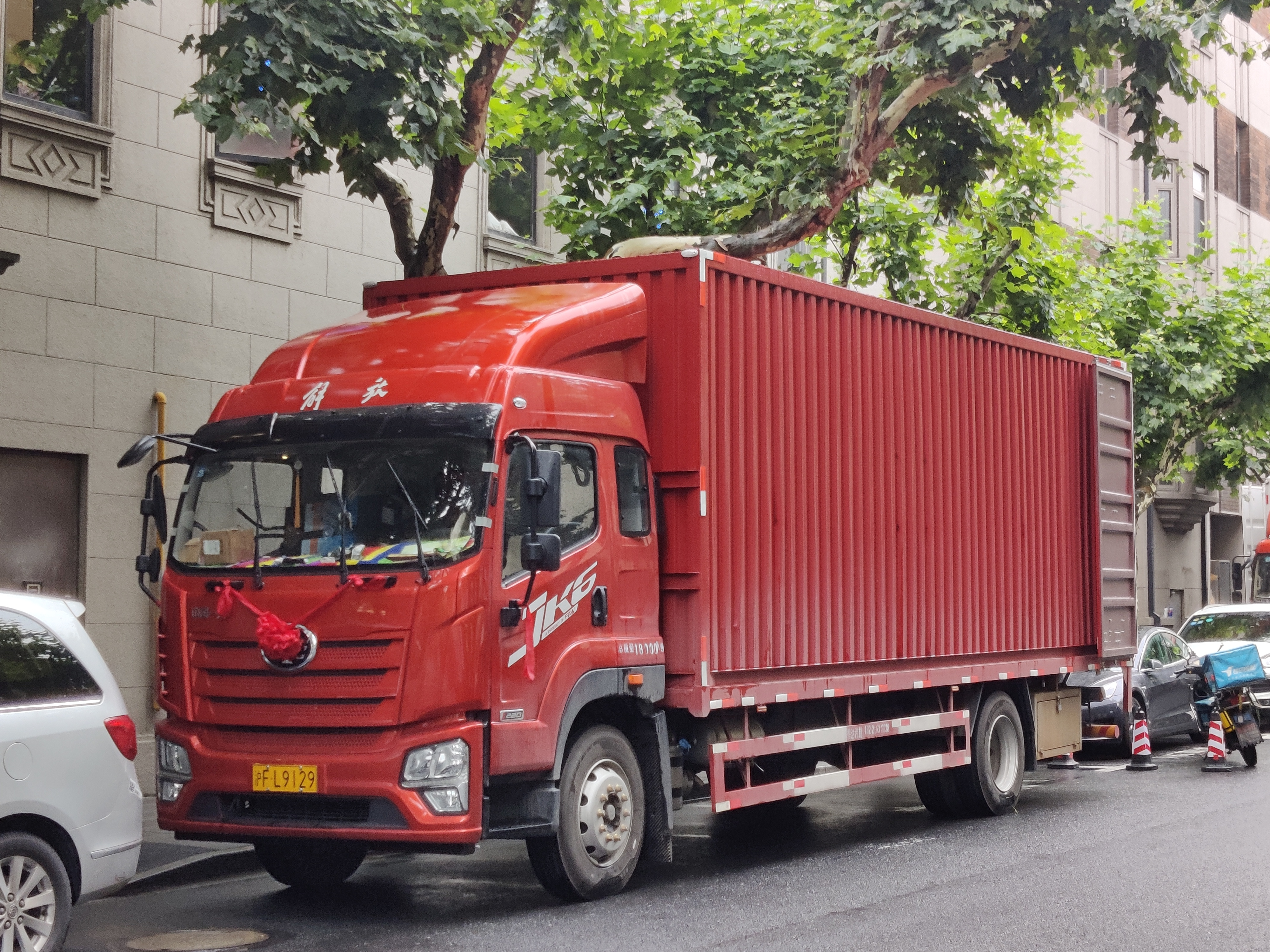
FAW JK6

FAW J6 — семейство крупнотоннажных грузовых автомобилей китайской компании FAW с оригинальными кабинами собственного производства, серийно выпускаемых с июня 2007 года.

## Описание
От модели FAW J5 J6 отличается кабиной. Передний бампер сделан из трёх стальных элементов, на нём установлены 4 фары.
2550-миллиметровая кабина оборудована спальным местом, высота возможна в двух вариантах. Одна из самых высоких кабин FAW J6 — флагманская, с 2-метровым расстоянием между полом и потолком в салоне.
Система Common rail взята от немецкого производителя Bosch, двигатель внутреннего сгорания взят от американского производителя Cummins. Интерьер позаимствован у шведской модели Volvo FM и немецкой MAN TGS.
Приборная панель оборудована чёрно-белым дисплеем, где указываются расход топлива, давление масла и напряжение в сети. Механизм регулировки водительского места позаимствован у китайской фирмы ISRI. Рулевая колонка позволяет отрегулировать высоту рулевого колеса и угол наклона.

## Модификации
- FAW J6F
  - CA1086 4x2
  - CA1081 4x2
  - CA1043 4x2
  - CA1041 4x2
- FAW J6L
- FAW J6M
- FAW J6P
  - FAW CA3250
  - FAW CA3310
  - FAW CA5250
  - FAW CA4180
  - FAW CA4250
- FAW JH6
- FAW JK6
  - CA4186 4x2
  - CA4256 4x2